# Stanisław Andrzej Radek
Stanisław Andrzej Radek, ps. „Osa” (ur. 15 maja 1886 w Kijanach, zm. 9 maja 1946 w Warszawie) – polski dziennikarz i polityk, członek PPS i Organizacji Bojowej PPS, senator II kadencji w 1930, autor wielu publikacji z historii ruchu robotniczego.

## Życiorys
Syn Antoniego Radka i Pauliny z domu Staniewicz. Ukończył szkołę rzemieślniczą w Lublinie i pracował jako giser. W 1904 wstąpił do Polskiej Partii Socjalistycznej. Potem został także członkiem Organizacji Bojowej PPS. Brał udział w rewolucji w 1905. Więziony był przez władze rosyjskie. Uczestniczył także w akcjach bojowych w okręgu kielecko-radomskim. Wyrokiem Warszawskiej Izby Sądowej z 30 maja 1914 skazano go na 10 lat katorgi. Więziony był m.in. w Orle, uwolniono go po rewolucji lutowej. Następnie przebywał w Moskwie, skąd przeniósł się do Lublina i ponownie przystąpił do PPS.
Około 1924 przebywał w Warszawie, a w 1925 przeniósł się do Dąbrowy Górniczej. Został redaktorem naczelnym pisma PPS „Głos Zagłębia”. W latach 1928–1929 był sekretarzem Rady Miejskiej. Organizował Towarzystwo Uniwersytetu Robotniczego. 
W maju 1930, po śmierci Stanisława Posnera, wszedł w jego miejsce do Senatu z ramienia PPS. Jako dziennikarz publikował w prasie socjalistycznej, pisał opracowania historyczne. Pod koniec lat trzydziestych powrócił do Warszawy. Kierował w PPS Sekcją Teatrów Robotniczych.
W 1931 odznaczony Krzyżem Niepodległości z Mieczami.

## Niektóre publikacje
- Rzeczy smutne na wesoło, Warszawa 1928
- Rewolucja w Zagłębiu Dąbrowskim. 1894–1905–1914, Sosnowiec 1929
- Praca i walka robotników polskich w latach 1890–1914, Warszawa 1937
- Rewolucja w Warszawie 1904–1909, Warszawa 1938
- Bitwa pod Zwierzyńcem w 1906 r., Warszawa 1938